# 光明ネットワーク
光明ネットワーク（朝: 광명、クヮンミョン、文字通り「明るい光」）は、2000年代初頭に開設された北朝鮮のクローズプラットフォームの全国イントラネットサービスである。光明イントラネットシステムは、北朝鮮のグローバルインターネットとは対照的であり、北朝鮮国内でインターネットを利用できる人は光明ネットワークを利用できる人より少ない。
このネットワークは、通常は.kpトップレベルドメインの下のグローバルインターネットからアクセスできないドメイン名を使用する。2016年の時点で、ネットワークは10.0.0.0/8の範囲のプライベートネットワーク用に予約されたIPv4アドレスを使用している。 北朝鮮人は、ラテン文字を使用したURLではなく、IPアドレスでサイトにアクセスする方が便利な場合がよくある。 グローバルインターネットと同様に、Webブラウザでアクセス可能なコンテンツをホストし、内部Web検索エンジンを提供する。また、電子メールサービスやニュースグループも提供している。

## 歴史
北朝鮮で最初のウェブサイトであるネナラウェブポータルは1996年に作成された。光明ネットワークを全国規模で確立する取り組みは、早くも1997年に始まり、羅先特別市では早くも1995年にイントラネットサービスが開発された。イントラネットはもともと「中央科学技術情報局」によって開発された。全国的には、2000年代初頭に最初にサービスを開始した。北朝鮮の最初の電子メールプロバイダーは、2001年に設立された実利銀行である。
2006年以前は、北朝鮮人はイントラネットのチャットルームを使用して、バスケットボールなどのスポーツをするための交流会を開催していた。約300人の北朝鮮のイントラネットユーザーが平壌体育館でフラッシュモブを組織した事件の後、すべてのチャットルームが北朝鮮のイントラネットから削除された。伝えられるところによると、地域のチャットルームは2015年に復活した。
2010年頃、金日成総合大学で楽園と呼ばれるテレビ電話システムが開発された。新型コロナウイルスのパンデミックが発生したとき遠隔会議用として広く普及し、ニュース速報に定期的に登場した。遠隔医療および遠隔教育システムが開発された。

## コンテンツ
2014年の時点で、光明ネットワークには約1,000〜5,500のウェブサイトがあると推定されている。
光明ネットワークは多くのウェブサイトとサービスで構成されている。一部のサイトでは、政治的および経済的な宣伝（プロパガンダ）が行われている。他のトピックの中でも特に科学的および文化的情報と知識の分野は他の場所で見つけることができる。
道政府、文化機関、主要な大学や図書館、いくつかの地元の学校、いくつかの主要な産業および商業組織を含むさまざまな北朝鮮政府機関のウェブサイトにユーザーがアクセスできる。このネットワークには、オープンインターネットからダウンロードされ、レビューと検閲を受け、光明で公開されている検閲された（主に科学関連の）ウェブサイトが含まれている。
光明ネットワークでは、社内のメールサービスを利用できる。光明イントラネットを閲覧するために検索エンジンが使用されている。伝えられるところによると、検索エンジンは「我が国」または「ネナラ」という名前で呼ばれている。2013年現在、教授や大学生が利用しているFacebookのようなソーシャルネットワーキングサービスが存在し、誕生日メッセージの投稿に使用されていた。ローカルメッセージボードも存在することが知られている。 伝えられるところによると、「みんな」を意味する朝鮮語のマンバン （만방）と呼ばれるIP放送ビデオストリーミングサービスが2016年8月に開始されたが、マンバンという名前は早くも2013年に北朝鮮の技術に登場していた。Wi-Fi対応のセットトップボックスからアクセスでき、スマートフォンやタブレットコンピューターからもアクセスできる。伝えられるところによると、光明は出会い系アプリに使用されている。チャットルームは、2006年にチャットルームが削除されるまで、スポーツに関心のある北朝鮮人によって使用されていた。地域のチャットルームは2015年に復活した。
朝鮮中央通信、労働新聞、朝鮮の声などの国内ニュースサービスがネットワーク上で利用可能である。ネットワーク上の学術的および学術的研究の科学研究ウェブサイトは、科学技術科学アカデミー（과학기술전시관）および医学科学アカデミー（의학과학정보센터）がある。電子図書館はネットワーク上にあり、さまざまなトピックに関するビデオ講義を開催している。 
一部の電子商取引およびインターネットバンキングのウェブサイトがネットワーク上に存在する。一部のビデオゲームもイントラネット上に存在する。光明で利用できるゲームの一つはチャンギである。プロパイダは、電子書籍やモバイル決済へのアクセスを提供している。少なくとも一つの料理サイトや国の映画産業を展示しているサイトなどの一部の文化的ウェブサイトは、グローバルインターネットを通じて外国人がオープンにアクセスできる数少ない.kpドメインウェブサイトの一つである。イントラネットで使用されている他のサービスには、辞書、遠隔医療、およびテキストメッセージングサービスが含まれる。 

## ネットワークアクセス
光明は北朝鮮国内からのみアクセスできるように設計されている。主要な都市や郡、大学、主要な産業および商業組織内からアクセスできる。たとえば、平壌科学技術殿堂図書館はイントラネットへのアクセスを提供し、工場労働者、子供、研究者など、さまざまな人々がさまざまな目的で使用していると報告されている。イントラネットには、人民大学習堂の別の図書館からもアクセスできる。
平壌には「インターネットカフェ」（または「イントラネットカフェ」）があり、国内のイントラネットサービスにアクセスできる。2002年に光復駅の近くにオープンし、約100台のコンピューターがある。「PCルーム」または「インフォメーションテクノロジーストア」としても知られるこれらのカフェは、2000年代初頭から北朝鮮全土に出現し始め、有料でアクセスできる。カフェでは、コンピューティングの授業など、その他の有料サービスも提供している。デイリーNKによると、2005年の時点で、これらのサービスにアクセスするための価格は、平均的な北朝鮮市民にとって法外に高いと考えられていた。
北朝鮮の家庭にイントラネットにアクセスできる承認されたパソコンを設置するには、地方自治体当局からの検査と承認が必要である。2010年の時点で、推定20万台の光明にアクセスできるパソコンが平壌の個人宅にあり、光明へのアクセスは地方より都市の人々の間で一般的である。
光明はダイヤルアップ電話回線で24時間無制限にアクセスできる 2013年現在、三池淵タブレットコンピューター製を含む多くの北朝鮮で購入することができるAndroidベースのタブレットコンピューター製品は、光明へのアクセスを提供する。2017年の推定では、北朝鮮の携帯電話の数は250万から300万の間だった。2020年には、別の見積もりでは携帯電話ユーザーの数は450万人になった。近年、これらは北朝鮮人が光明イントラネット上のウェブサイトにアクセスするためのより一般的な方法となっている。国外のグローバルインターネットまたは電話番号へのアクセスは許可されていない。パソコンと同様に、電話は当局の承認が必要である。
2018年、北朝鮮は、モバイルデバイスが平壌のイントラネットネットワークにアクセスできるようにするミレ（「未来」）と呼ばれる新しいWi-Fiサービスを発表した。

## 言語
政府のWebポータル（ネナラ）は多言語対応だが、ネットワークでは朝鮮語をメインのインターフェイス言語として使用している。朝鮮語とロシア語、中国語、英語、フランス語、ドイツ語、日本語間の翻訳のために利用できる辞書があり、少なくとも170万語を含むデータベースがあり、外国語に慣れていないユーザーを支援する。
イントラネット上のウェブサイトがさまざまな言語で利用できる場合がある。切手を販売するウェブサイトは、朝鮮語、英語、中国語で利用できる。金家の著作は、朝鮮語、日本語、ロシア語、中国語で入手できる。

## 情報管理
光明は北朝鮮内でのみ使用するように設計されており、「イントラネット」と呼ばれている。光明は、国内ユーザーが外国のコンテンツや情報に自由にアクセスすることや、外国人が国内のコンテンツにアクセスすることを防ぐ。デイリーNKによると、「機密データの漏洩を防ぎ」、「情報検閲の一形態として機能し、望ましくない情報へのアクセスを防ぐ」という。したがって、外界とのつながりがなく、検閲が行われているため、機密性の高いトピックや情報が光明に現れる可能性は低い。光明は政府関連団体によって維持管理されている。しかし、グローバルインターネットからの大量の資料は、処理された後、光明に行き着く。政府が承認した電話のオペレーティングシステムは、政府が承認していないアプリケーションへのアクセスを拒否する。
北朝鮮に滞在している外国人は、一般的に光明へのアクセスを許可されていないが、グローバルインターネットにアクセスできる可能性がある。セキュリティ上の理由から、インターネットとイントラネットにアクセスできるネットワークはエアギャップされており、インターネットにアクセスできるコンピューターは光明にアクセスできるコンピューターと同じ場所に収納されない。
外部インターネットへ直接接続されていないため、不要な情報がこのネットワークに侵入することはない。情報は政府機関によってフィルタリングおよび処理された後に光明でホストされる。ミャンマーとキューバもインターネットの他の部分から分離された同様のネットワークシステムを使用しており、イランはそのようなネットワークを実装する計画があると報告されているが、インターネットとともに機能し、それに取って代わることはないと主張されている。